# Falsomordellistena watanabei
Falsomordellistena watanabei es una especie de coleóptero de la familia Mordellidae.

## Distribución geográfica
Habita en Japón.